# SC Wismut Karl-Marx-Stadt

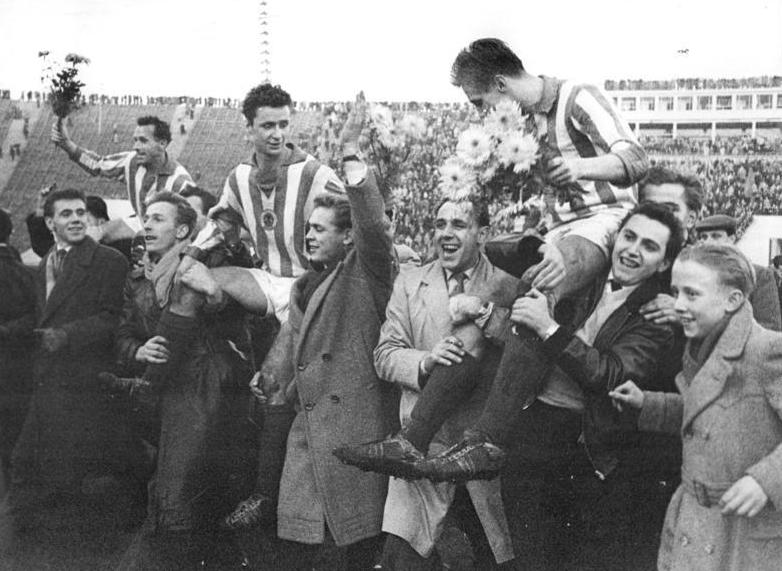
Kampioen in 1959

SC Wismut Karl-Marx-Stadt was een Duitse voetbalclub uit Karl-Marx-stadt, het huidige Chemnitz, die bestond van 1954 tot 1963.

## Geschiedenis
In 1954 werd het team van BSG Wismut Aue verplaatst naar Karl-Marx-Stadt. Wismut werd in 1952/53 vicekampioen en in 1953/54 vierde in de DDR-Oberliga. Er kwam veel protest en er werd uiteindelijk besloten dat het elftal onder de naam SC Wismut Karl-Marx-Stadt zou spelen, maar wel in het Otto-Grotewohl-Stadion van Aue.
In 1955 werd de FDGB-Pokal veroverd, gevolgd door drie landstitels in 1956, 1957 en 1959. In 1959 werd voor de tweede keer de finale van de beker bereikt, maar verloor de club met 3-2 van Dynamo Berlin. Tot 1965 was Wismut met drie titels de recordkampioen, maar werd vervolgens van de troon gestoten door Vorwärts Berlin. Tijdens de drie landstitels plaatste de club zich ook voor de Europacup I en kon in 1959 de kwartfinale bereiken.
Op 6 oktober 1956 speelde Wismut in het Zentralstadion van Leipzig een vriendschappelijke wedstrijd tegen 1. FC Kaiserslautern dat enkele jaren eerder twee keer West-Duitse kampioen geworden was. Kaiserslautern won met 5:3 voor 110.000 toeschouwers, een record voor een wedstrijd tussen twee Duitse teams.
Begin jaren zestig werd besloten dat per district één sportclub volstond. Voor Karl-Marx-Stadt werd dat SC Motor Karl-Marx-Stadt, dat de naam SC Karl-Marx-Stadt aannam. Hierdoor werd SC Wismut opgeheven. BSG Wismut Aue werd nieuw leven ingeblazen en de club speelde verder in de Oberliga tot 1990, maar kende nooit de successen van Wismut Karl-Marx-Stadt.

## Erelijst
- Landskampioen Oost-Duitsland

1956, 1957, 1959
- FDGB-Pokal

Winnaar: 1955
Finalist: 1959

## Wismut in Europa
#R = #ronde, 1/8 = achtste finale, 1/4 = kwartfinale, T/U = Thuis/Uit, W = Wedstrijd, PUC = punten UEFA coëfficiënten .
Uitslagen vanuit gezichtspunt SC Wismut Karl-Marx-Stadt
| Seizoen | Competitie  | Ronde | Land                          | Club              | Totaalscore                  | 1e W    | 2e W    | PUC |
| ------- | ----------- | ----- | ----------------------------- | ----------------- | ---------------------------- | ------- | ------- | --- |
| 1957/58 | Europacup I | Q     | Vlag van Polen                | Gwardia Warschau  | 4-4 BW 1-1 in Berlijn nv (m) | 1-3 (U) | 3-1 (T) | 2.0 |
|         |             | 1/8   | Vlag van Nederland            | AFC Ajax          | 1-4                          | 1-3 (T) | 0-1 (U) | 2.0 |
| 1958/59 | Europacup I | Q     | Vlag van Roemenië (1952-1965) | Petrolul Ploiești | 4-4 BW 4-0 in Kiev           | 4-2 (T) | 0-2 (U) | 8.0 |
|         |             | 1/8   | Vlag van Zweden               | IFK Göteborg      | 6-2                          | 2-2 (U) | 4-0 (T) | 8.0 |
|         |             | 1/4   | Vlag van Zwitserland          | BSC Young Boys    | 2-2 BW 1-2 in Amsterdam      | 2-2 (U) | 0-0 (T) | 8.0 |
| 1960/61 | Europacup I | Q     | Vlag van Noord-Ierland        | Glenavon FC       | walkover                     |         |         | 2.0 |
|         |             | 1/8   | Vlag van Oostenrijk           | Rapid Wien        | 3-3 BW 0-1 (U)               | 1-3 (U) | 2-0 (T) | 2.0 |

Totaal aantal punten voor UEFA coëfficiënten: 12.0